# Terror Háza

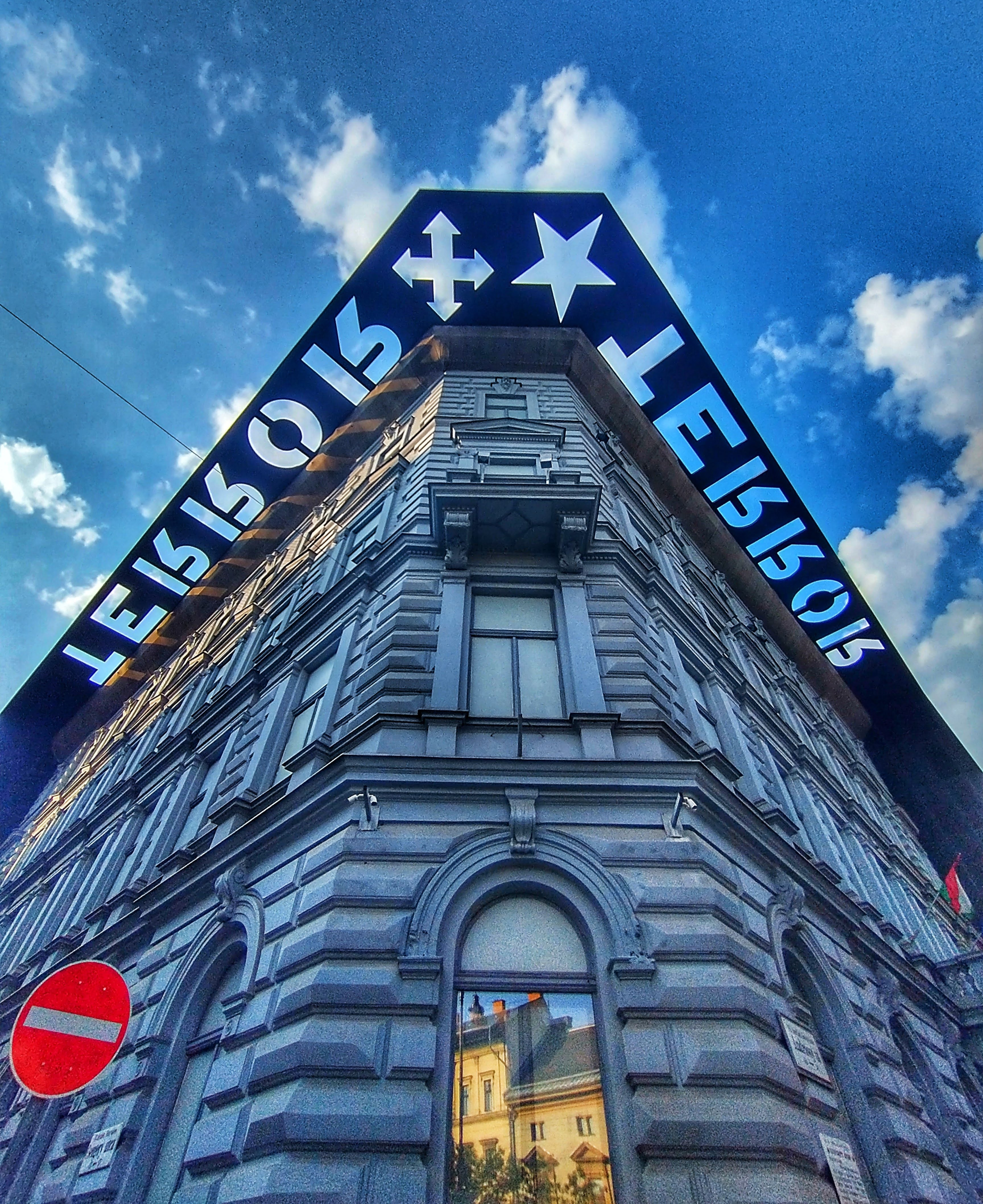
Narożnik budynku muzealnego

Dom Terroru (Terror Háza) – muzeum w Budapeszcie, które stanowi jednocześnie pomnik ofiar totalitaryzmu na Węgrzech i bohaterów rewolucji 1956. Inicjatorem utworzenia muzeum był premier Viktor Orbán. Otwarto je 24 lutego 2002.

## Historia
Budynek wzniesiony w 1880 w stylu neorenesansowym według projektu architekta Adolfa Fesztyego, służył w latach 1937–1944 jako siedziba i więzienie organizacji strzałokrzyżowców. W latach 1945–1956 był siedzibą i więzieniem stalinowskiej policji politycznej ÁVH. W grudniu 2000 roku budynek został kupiony przez Fundację Badań Historii i Społeczeństwa Europy Środkowej i Wschodniej (Közép- és Kelet-európai Történelem és Társadalom Kutatásáért Közalapítvány). Remont ukończono w 2002 roku i 24 lutego premier Viktor Orbán otworzył muzeum w towarzystwie zaproszonych gości (m.in. Władimir Bukowski, Czesław Bielecki, Joshua Muravchik, Anne Applebaum, Dalia Kuodytė) i dziesiątków tysięcy osób.

## Wystawy
W muzeum na trzech piętrach w ramach stałej wystawy są prezentowane wydarzenia z historii Węgier obejmujące zarówno okupację hitlerowską, jak i sowiecką. Krytycy zwracają uwagę, że pewne zagadnienia np. kolaboracja z Niemcami są omawiane skrótowo lub pomijane.
Wystawy czasowe:
- 2019 Lenin – z niemieckimi pieniędzmi przeciwko Rosji[3]
- 2016 Egy akaraton 1956-2016 – wystawa czasowa, podczas której dzięki goglom VR można było obejrzeć filmy György’ego Pálfiego[4]
- 2016 1956 dla wolności i niepodległości (A szabadságért és a függetlenségért) – wystawa plenerowa[5]
- 2015 Po raz pierwszy wolne (Először szabadon) – wystawa poświęcona pierwszym wolnym wyborom na Węgrzech w 1990 roku[6]
- 2015 Skazani na niewolnictwo (Rabszolgasorsra ítélve) – wystawa plenerowa[7]
- 2013 Rosyjski patriota – Aleksander Sołżenicyn (1918-2008) (Egy orosz hazafi – Alekszandr Szolzsenyicin (1918-2008))[8]
- 2012 Sumienie Węgrów – József Mindszenty (A magyarok lelkiismerete – Mindszenty József (1892-1975))[9]

## Działalność
W 2003 roku w ramach Roku Orwellowskiego odbyła się międzynarodowa konferencja 1984, w której udział wzięli węgierscy i zagraniczni historycy oraz literaturoznawcy. Głównym tematem obrad była analiza wydarzeń w 1984 roku z perspektywy Europy Środkowej i Zachodu. Prelegenci zwrócili uwagę na wydarzenia w tym roku takie jak: publikację powieści Arthura Koestlera Ciemność w południe, śmierć J. Popiełuszki, Andropowa, bojkot Igrzysk Olimpijskich w Los Angeles, wybór Ronalda Reagana na prezydenta USA. W 2012 roku zorganizowano międzynarodowe konferencje poświęcone takim osobom jak: prezydent George H.W. Bush Luck for Europe, József Mindszenty czy Charles de Gaulle.

## Nagroda im. Sándora Petőfiego
Od 2009 roku Fundacja Badań Historii i Społeczeństwa Europy Środkowej i Wschodniej przyznaje nagrodę im. Sándora Petőfiego za działania na rzecz wolności narodów Europy Środkowej. Uroczystość wręczenia nagrody odbywa się corocznie w Muzeum Terroru. Wśród laureatów znaleźli się również Polacy: Karol Sauerland (2015) i kardynał Stanisław Dziwisz (2017).